# تیخی کلیوچ
تیخی کلیوچ (انگلیسی: Tikhy Klyuch) یک شهرک در شهرستان بلورتسکی باشقیرستان کشور روسیه است.